# میرزا بابایف
میرزا بابایف (به ترکی آذربایجانی: Mirzə Babayev) (۱۶ ژوئیه ۱۹۱۳، باکو - ۱۳ ژانویه ۲۰۰۳، باکو) بازیگر و خواننده آذربایجانی بود.
وی در رشتهٔ معماری از دانشگاه صنعتی عزیزبیف آذربایجان فارغ‌التحصیل شده و سپس به تحصیل آواز در کنسرواتوار دولتی حاجی‌بیف آذربایجان پرداخت.
از معروفترین آثار او میتوان به ترانه ی «چاقیریرام گل» اشاره کرد.

## فیلم‌ها
وی در بیش از سی فیلم مشارکت داشته‌است.
- Dərviş Parisi Partladır - 1976
- 26-lar
- Sevil
- Yenilməz Batalyon - 1965
- Dəli Kür - 1969
- O Olmasın, Bu Olsun - 1956
- Onu Bağışlamaq Olarmı? - 1959